# Jüdischer Friedhof Kronoberg

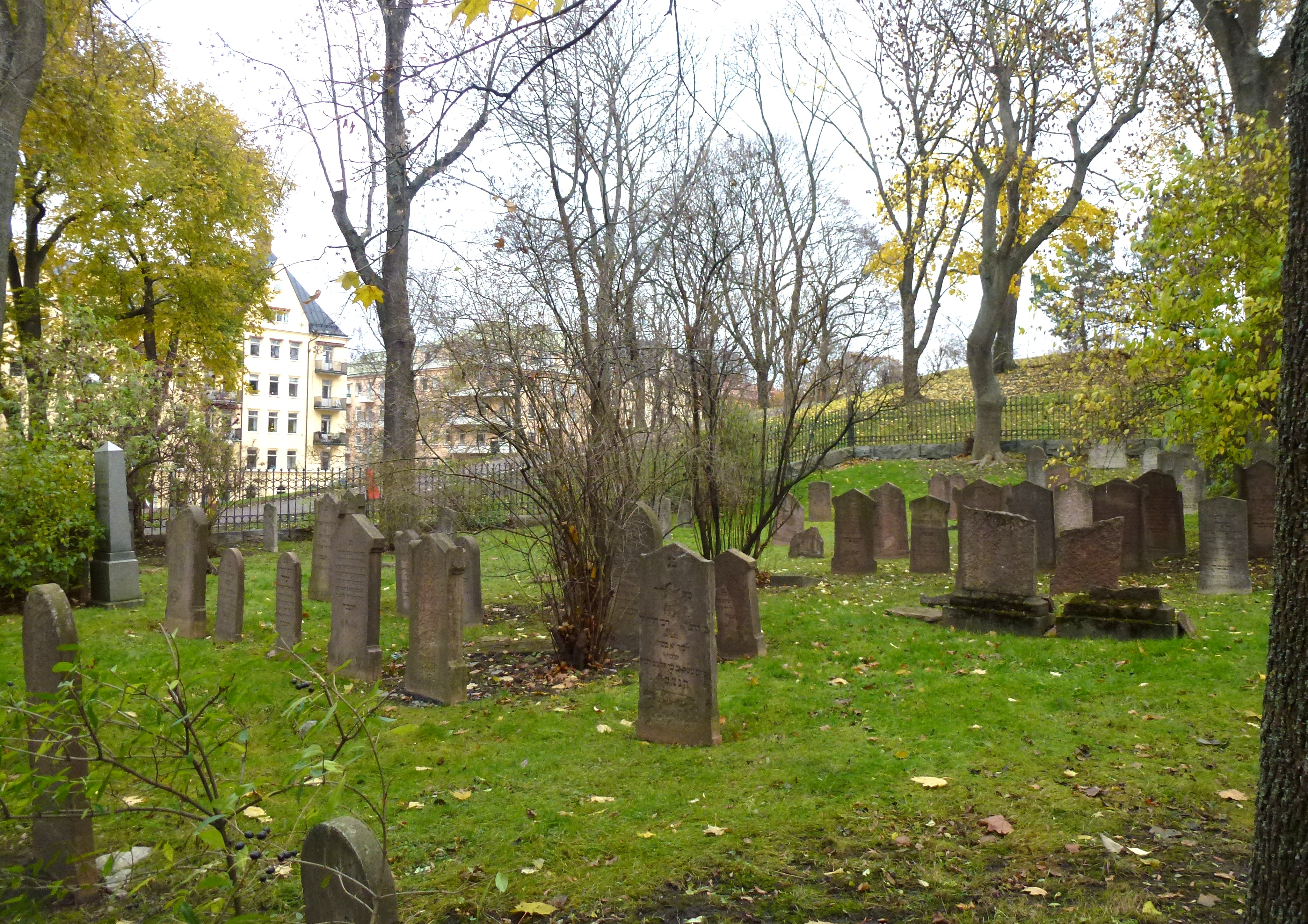
Jüdischer Friedhof am Kronobergsparken, November 2012

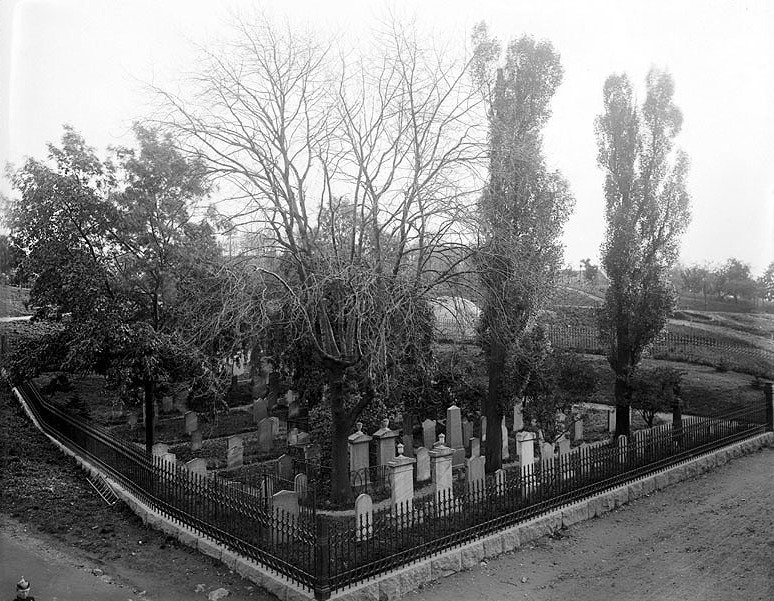
Der Friedhof im Oktober 1907

Der Jüdische Friedhof Kronoberg ist ein jüdischer Friedhof in Kungsholmen, einem zentralen Stockholmer Stadtbezirk in Schweden. Der Friedhof wurde im Jahr 1787 angelegt, die letzte Beisetzung fand 1857 statt.